# اچ‌تی‌سی وان
اچ‌تی‌سی وان (به انگلیسی: HTC One) یک تلفن هوشمند مبتنی بر سیستم‌عامل اندروید است که در فوریه ۲۰۱۳ معرفی گردید و در مارس همان سال توسط کمپانی تایوانی اچ‌تی‌سی عرضه گردید.

## طراحی و بدنه
ابعاد این تلفن شامل ۱۳۷٫۴ میلی‌متر در بلندی، ۶۸٫۲ میلی‌متر در پهنا و ۹٫۳ میلی‌متر در باریکی می‌شود و وزن آن نیز ۱۴۳ گرم است. اچ‌تی‌سی وان از یک بدنه تمام آلومینیومی برخوردار است، بلندگوها برخلاف معمول در جلوی تلفن قرار گرفته‌اند، در سمت راست گوشی کلید کنترل صدا، در بالای آن کلید قفل و درگاه مادون قرمز جهت کنترل لوازم صوتی و تصویری قرار دارد، این کلید با درگاه مادون قرمز تلفیق شده و در واقع درگاه مادون قرمز بر روی همین کلید قرار گرفته‌است. در پایین گوشی نیز تنها درگاه مایکرو یواس‌بی جهت شارژ دستگاه و اتصال به دستگاه‌های دیگر قرار دارد. بدنه اچ‌تی‌سی وان به‌عنوان یکی از مهم‌ترین نقاط قوت آن در نظر گرفته می‌شود و در بررسی‌های گوناگون از آن یاد شده‌است.

## سخت‌افزار

### نمایشگر
اچ‌تی‌سی وان از یک نمایشگر ۴٬۷ اینچی لمسی خازنی با تفکیک‌پذیری فول‌اچ‌دی با تراکم پیکسل ۴۶۸ پیکسل در هر اینچ بهره می‌برد. این نمایشگر از زاویه دید وسیع ۱۷۸ درجه و قابلیت لمس چندگانه پشتیبانی می‌کند. محافظ نمایشگر وان گوریلا گلس نسل دوم است.

### حافظه
حافظه رم دستگاه ۲ گیگابایت و حافظه داخلی دستگاه ۳۲ یا ۶۴ گیگابایت است و از حافظه خارجی پشتیبانی نمی‌کند.

### پردازنده
چیپ‌ست اچ‌تی‌سی وان کوالکام اسنپ‌دراگون ۶۰۰ است که شامل پردازندهٔ اصلی چهار هسته‌ای در فرکانس ۱٫۷ گیگاهرتز و پردازنده گرافیکی آدرنو ۳۲۰ می‌شود.

### دوربین
اچ‌تی‌سی وان نخستین تلفن هوشمند است که از دوربینی برخوردار است که سایز پیکسل‌های آن ۲ میکرو پیکسل است که اچ‌تی‌سی آن را «اولترا پیکسل» (Ultra pixel) نامیده‌است، به‌دلیل افزایش اندازه پیکسل‌ها تفکیک‌پذیری این دوربین به ۴ مگاپیکسل تقلیل یافته‌است. به‌گفته اچ‌تی‌سی این افزایش اندازه پیکسل‌ها باعث می‌شود تا در شرایط نوری ضعیف بسیار بهتر از سایر دوربین‌های موبایل عمل کند. امکانات دوربین این تلفن شامل فلاش ال‌ای‌دی، امکان تشخیص چهره و لبخند، ژئوتگینگ و قابلیت فیلمبرداری فول‌اچ‌دی با نرخ ۳۰ فریم بر ثانیه می‌شود.

### بلندگوها
بلندگوهای اچ‌تی‌سی وان از سیستم صوتی بیتس برخوردار هستند و اچ‌تی‌سی علاوه بر این از دیگر فناوری صوتی خود با نام بوم‌سوند (BoomSound) جهت افزایش بلندی و کیفیت صدای خروجی استفاده کرده‌است.

## نرم‌افزار
اچ‌تی‌سی وان دارای سیستم‌عامل اندروید نسخهٔ ۴٫۱ و رابط کاربری جدید اچ‌تی‌سی سنس ۵ است، اچ‌تی‌سی کمی پس از عرضه این تلفن بسته به‌روزرسانی اندروید ۴٫۲ را عرضه کرد. در اکتبر ۲۰۱۳ به‌روزرسانی اندروید ۴٫۳ به همراه رابط سنس نسخه ۵٫۵ را در برخی نسخه‌ها عرضه شد. در نوامبر ۲۰۱۳ و اندکی پس از عرضهٔ نسخه ۴٫۴ سیستم‌عامل اندروید اچ‌تی‌سی اعلام کرد که تمامی نسخه‌های عرضه‌شده اچ‌تی‌سی وان در آمریکای شمالی در ظرف ۹۰ روز به‌روزرسانی این نسخه را دریافت خواهند کرد و نسخه‌های بین‌المللی نیز این به‌روزرسانی را به‌زودی دریافت می‌کنند.

## پیوند به بیرون

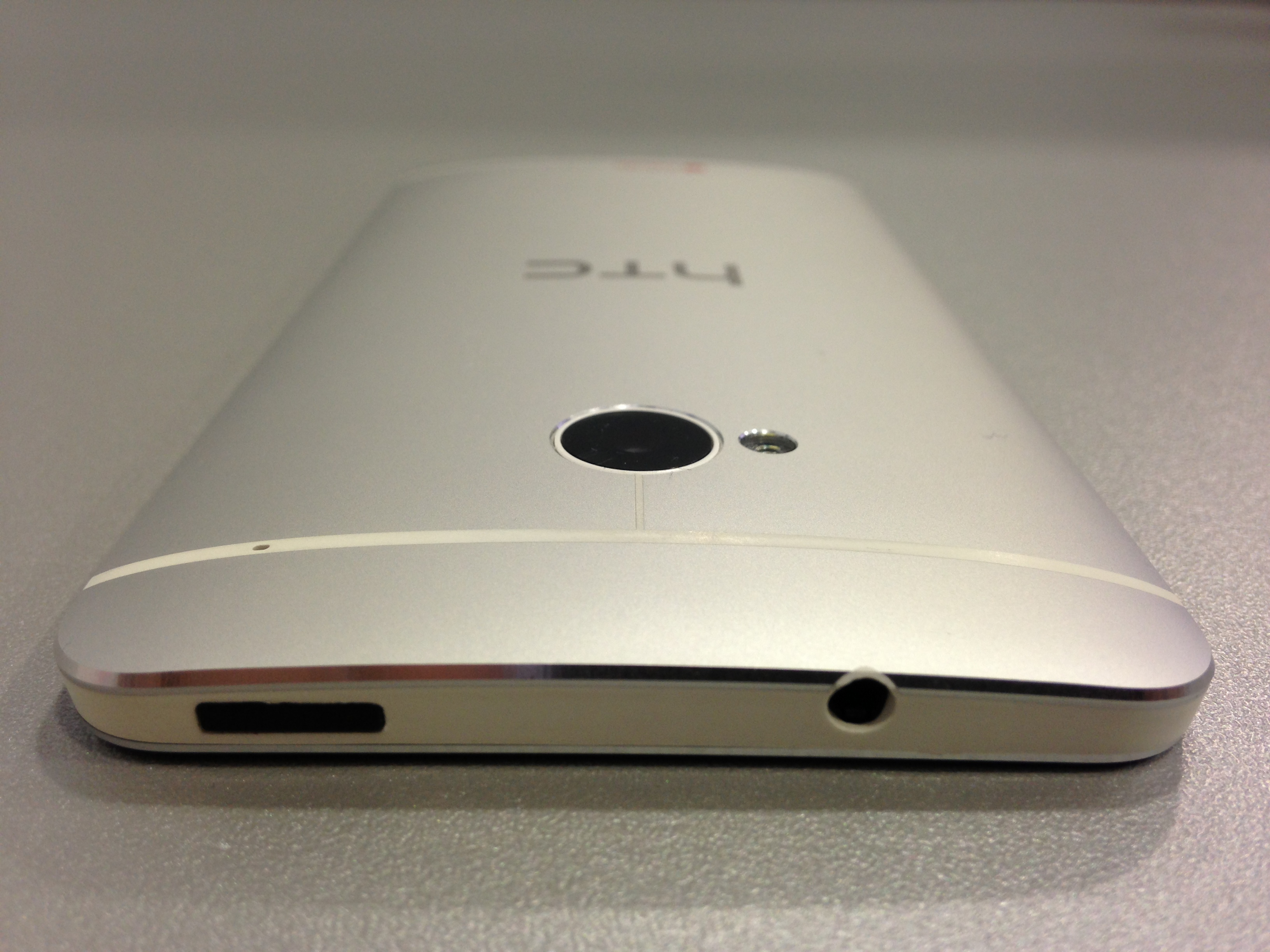
نمای بالایی اچ‌تی‌سی وان